# Georg Körner (Bergmeister)
Georg Körner, auch George Körner, (* um 1520; † vor 1582 in Platten) war ein böhmischer Bergmeister.

## Leben
Körner stammte möglicherweise aus Sachsen und war zunächst in Sankt Joachimsthal tätig. Seit mindestens 1569 ist er als Bergmeister in Platten nachweisbar, in einer Phase, in der der Bergbau dort eine Blüte erreichte und zahlreiche Bergleute aus dem sächsischen Erzgebirge anlockte. Zu seinen besonderen Verdiensten zählt der Bau eines Modells einer Wasserhebekunst, mit dem er zum Kaiser nach Prag entsandt wurde. Er wird letztmals 1578 als Bergmeister erwähnt und starb vor 1582. Seine Erben besaßen das Urheberrecht für die von ihm entwickelte Wasserhebekunst, so dass es nach seinem Tod 1587 zu Auseinandersetzungen darüber kam.

## Familie
Körner heiratete zweimal, das erste Mal am 11. Juni 1542 Magdalena Geilstorffer in Sankt Joachimsthal, Tochter des Hans Geilstorffer, das zweite Mal 1576 in Platten Anna geb. Polman aus Schneeberg, Tochter des Peter Polmann. Nach seinem Tod heiratete seine Witwe Anna 1582 in Platten den Bergmeister Asmus Zötel sonst genannt Pausch aus Neudek. Seine Tochter Barbara heiratete 1571 in Platten den Berggeschworenen Caspar Lauginger aus Hof.